# Carex qingyangensis
Carex qingyangensis är en halvgräsart som beskrevs av S.W.Su och S.M.Xu. Carex qingyangensis ingår i släktet starrar, och familjen halvgräs. Inga underarter finns listade i Catalogue of Life.